# Naprawdę nie dzieje się nic
Naprawdę nie dzieje się nic – pierwszy studyjny, solowy album polskiego wykonawcy poezji śpiewanej Grzegorza Turnaua z 1991, wydany ponownie w 1994 przez Pomaton EMI. 
Nagrania na płytę zostały dokonane w lutym 1991 w studio ZPR w Teatrze STU w Krakowie. 
Reedycja płyty zawiera pięć dodatkowych utworów zarejestrowanych w 1984 oraz w 1985 w Studio Polskiego Radia w Krakowie. Nagrania te pochodzą z archiwum III Programu Polskiego Radia. 
Na płycie wśród dziewiętnastu utworów (łącznie z reedycją) znalazły się głównie piosenki napisane do słów samego Turnaua (sześć utworów) oraz Michała Zabłockiego (cztery). Autorem muzyki do wszystkich piosenek jest Grzegorz Turnau.
Turnau opatrzył płytę następującym komentarzem:
„Czternaście piosenek, które nagrałem i opatrzyłem wspólnym tytułem „Naprawdę nie dzieje się nic”, to czternaście chwil z mojego piwnicznego życia. Mogłem oczywiście wybrać nie te, a zupełnie inne chwile, ale czy ma to teraz jakiekolwiek znaczenie? Od siedmiu lat przekonywany, że jutra nie ma, wciąż nie mogę oprzeć się wrażeniu, że jednak jest. Gdyby więc dzień jutrzejszy miał się okazać dniem ostatnim, na moje usprawiedliwienie zostaje czternaście piosenek. I tyle. Bo tak naprawdę...”
Na płycie znajdują się znane i do dziś wykonywane przez Turnaua na koncertach piosenki takie jak: „Życia modele”, „Byłem w Nowym Jorku”, „Naprawdę nie dzieje się nic” czy „Znów wędrujemy”. 
Piosenkę „Gdyby świat powstał na nowo” znajdującą się na reedycji Turnau wykonuje wraz z Olą Maurer.
W 2000 album uzyskał certyfikat złotej płyty.

## Lista utworów
| 1.  | „Kto wie, czyli piosenka o chęci”       | 3:23  |
|     | - Grzegorz Turnau – słowa               |       |
| 2.  | „Życia modele”                          | 2:48  |
|     | - Michał Zabłocki – słowa               |       |
| 3.  | „Złoty sznur”                           | 2:19  |
|     | - Michał Zabłocki – słowa               |       |
| 4.  | „Na młodość”                            | 4:06  |
|     | - Grzegorz Turnau – słowa               |       |
| 5.  | „Hola, wpuść nas”                       | 2:26  |
|     | - Konstanty Ildefons Gałczyński – słowa |       |
| 6.  | „Hymn wieczorów miejskich”              | 4:17  |
|     | - Krzysztof Kamil Baczyński – słowa     |       |
| 7.  | „Zanim...”                              | 3:49  |
|     | - Grzegorz Turnau – słowa               |       |
| 8.  | „Byłem w Nowym Jorku”                   | 5:22  |
|     | - Michał Zabłocki – słowa               |       |
| 9.  | „Pianista i ja”                         | 4:14  |
|     | - Grzegorz Turnau – słowa               |       |
| 10. | „Było kiedyś między nami”               | 3:22  |
|     | - Grzegorz Turnau – słowa               |       |
| 11. | „Nie baw się więcej kulą ziemską”       | 4:20  |
|     | - Ewa Lipska – słowa                    |       |
| 12. | „Przez kresy”                           | 2:41  |
|     | - Józef Czechowicz – słowa              |       |
| 13. | „Znów wędrujemy”                        | 2:54  |
|     | - Krzysztof Kamil Baczyński – słowa     |       |
| 14. | „Naprawdę nie dzieje się nic”           | 4:12  |
|     | - Michał Zabłocki – słowa               |       |
|     |                                         | 50:13 |
|     |                                         |       |
Utwory dodane w reedycji
| 15. | „Jakieś inne słowa”                            | 2:31  |
|     | - Bolesław Leśmian – słowa                     |       |
| 16. | „We śnie”                                      | 1:45  |
|     | - Bolesław Leśmian – słowa                     |       |
| 17. | „Gdyby świat powstał na nowo”                  | 2:13  |
|     | - William Szekspir – słowa - duet z Olą Maurer |       |
| 18. | „Z pamiętnika”                                 | 2:31  |
|     | - Grzegorz Turnau – słowa                      |       |
| 19. | „Z wiatrem”                                    | 2:17  |
|     | - Krzysztof Kamil Baczyński – słowa            |       |
|     |                                                | 11:17 |
|     |                                                |       |

## Wykonawcy
W utworach (1–14)
- Grzegorz Turnau – muzyka, śpiew, fortepian, akordeon
- Maryna Barfuss – flet
- Paweł Dalach – saksofon sopranowy
- Joanna Giemzowska – drugie skrzypce
- Robert Hobrzyk – gitara
- Adam Moszumański – wiolonczela, gitara basowa
- Jan Pilch – instrumenty perkusyjne
- Michał Półtorak – pierwsze skrzypce

W utworach (15–19)
- Grzegorz Turnau – muzyka, śpiew, fortepian, czelesta, aranżacje
- Stefan Błaszczyński – flet
- Małgorzata Górnisiewicz – skrzypce
- Robert Hobrzyk – gitara
- Ola Maurer – śpiew (17)

Realizacja nagrań: Jacek Mastykarz (1–14), Marian Kukuła (15–19). Projekt graficzny okładki drugiego wydania płyty wykonał Krzyś Koszewski.